# Glen Moray
Glen Moray distillery er et Speyside destilleri, der producerer single malt skotsk whisky. Destilleriet ligger på bredden af floden Lossie i Elgin, Moray, og det påbegyndte produktionen i september 1897. I 2008 blev det solgt af Glenmorangie Company Ltd. til La Martiniquaise.
Destilleriet er en del af Scotland's Malt Whisky Trail.
Glen Moray 1994 Sherry Cask Finish fik prisen som Best Scotch Speyside Single Cask Single Malt Category Winner for 21 og over ved World Whiskies Awards 2018.